# Foot Ball Club Torino 1923-1924
Questa voce raccoglie le informazioni riguardanti il Foot Ball Club Torino nelle competizioni ufficiali della stagione 1923-1924.

## Stagione
Nella stagione 1923-1924 il Torino, sempre allenato dall'austriaco Karl Sturmer, disputa il girone B del campionato di Prima Divisione, con 30 punti raccolti si piazza in seconda posizione alle spalle del Bologna, primo con 31 punti. Lo scudetto lo vince però il Genoa, vincitore del girone A di Lega Nord, che nella finale scudetto ha superato nel doppio confronto i campani del Savoia. L'attacante austriaco del Torino Heinrich Schönfeld autore di 22 reti, ha vinto il titolo di capocannoniere della stagione.

## Rosa
| N. |                     | Ruolo | Calciatore            |
| -- | ------------------- | ----- | --------------------- |
|    | Italia (bandiera)   | D     | Giuseppe Aliberti     |
|    | Svizzera (bandiera) | D     | Enrico Bachmann I (c) |
|    | Italia (bandiera)   | A     | Felice Berardo II     |
|    | Italia (bandiera)   | A     | Giuseppe Calvi        |
|    | Italia (bandiera)   |       | Vanni Chiaberti       |
|    | Italia (bandiera)   | A     | Aldo Falchi           |
|    | Italia (bandiera)   | P     | Lorenzo Falco         |
|    | Italia (bandiera)   | P     | Mauro Fenoglio        |
|    | Italia (bandiera)   | P     | Giuseppe Giacone      |
|    | Italia (bandiera)   | A     | Antonio Janni         |
|    | Italia (bandiera)   | C     | Piero Martin I        |
|    | Italia (bandiera)   | D     | Cesare Martin II      |
|    | Italia (bandiera)   | A     | Dario Martin III      |

| N. |                     | Ruolo | Calciatore           |
| -- | ------------------- | ----- | -------------------- |
|    | Italia (bandiera)   | A     | Edmondo Martin IV    |
|    | Italia (bandiera)   | D     | Francesco Morando II |
|    | Italia (bandiera)   | C     | Eugenio Mosso III    |
|    | Italia (bandiera)   | C     | Vittorio Ramello     |
|    | Ungheria (bandiera) | D     | Schack               |
|    | Austria (bandiera)  | C     | Heinrich Schönfeld   |
|    | Italia (bandiera)   | D     | Mario Sperone        |
|    | Italia (bandiera)   | C     | Vittorio Staccione I |
|    | Italia (bandiera)   | P     | Valerio Felice Terzi |
|    | Italia (bandiera)   | C     | Attilio Valobra II   |
|    | Italia (bandiera)   | D     | Francesco Varalda I  |
|    | Italia (bandiera)   | D     | Giovanni Zucchetti   |

## Risultati

### Prima Divisione

#### Girone B Lega Nord

##### Girone di andata
| Arbitro: | Dani (Genova) |

|  |           |                               |
|  | Marcatori | 13’ Schönfeld 31’, 33’ Falchi |

| Arbitro: | Zennaro (Genova) |

|           |           |              |
| Janni 84’ | Marcatori | 89’ Corsetti |

| Arbitro: | Sanguineti (Genova) |

|                    |           |                              |
| Morandi 20’ (rig.) | Marcatori | 50’ Schönfeld 87’ Martin III |

| Arbitro: | G.Crivelli (Milano) |

|              |           |                                             |
| Mandosso 30’ | Marcatori | 47’ Janni 52’ Berardo II 70’, 80’ Schönfeld |

| Arbitro: | Tessari (Verona) |

|                |           |                          |
| Vassarotti 36’ | Marcatori | 47’ Falchi 71’ Schönfeld |

| Arbitro: | Bellini (Padova) |

|                                   |           |                 |
| D. Martin 12’, 65’, 43’ Janni 56’ | Marcatori | 84’ Balestrieri |

| Arbitro: | A. Gama (Milano) |

|               |           |                           |
| Schönfeld 27’ | Marcatori | 20’ Zanello 65’ Mattuteia |

| Arbitro: | Sanguineti (Genova) |

|                                  |           |               |
| Tosi 38’ Crespi 39’ Torriani 75’ | Marcatori | 71’ D. Martin |

| Arbitro: | A. Gama (Milano) |

|                          |           |               |
| Bagnasco 38’ Merlini 63’ | Marcatori | 64’ Schönfeld |

| Arbitro: | Fries (Milano) |

|                    |           |                |
| Schönfeld 39’, 55’ | Marcatori | 80’ Riccobaldi |

| Arbitro: | Dani (Genova) |

|                                            |           |           |
| D. Martin 22’ Schönfeld 35’, 49’ Calvi 70’ | Marcatori | 43’ Pozzi |

##### Girone di ritorno
| Arbitro: | Alfieri (Bologna) |

|                             |           |                                    |
| Schönfeld 1’, 39’ Janni 31’ | Marcatori | 20’ Cevenini V 48’ Savelli 78’ Gay |

| Arbitro: | Dani (Genova) |

|            |           |               |
| Sbrana 61’ | Marcatori | 42’ Schönfeld |

| Arbitro: | Barnabò (Milano) |

|               |           |                      |
| Schönfeld 78’ | Marcatori | 34’ (aut.) Staccione |

| Arbitro: | Gaudenzi (Genova) |

|                                             |           |  |
| Ed. Martin 13’ Schönfeld 19’, 59’, 58’, 86’ | Marcatori |  |

| Arbitro: | Sanguineti (Genova) |

|                                 |           |         |
| Schönfeld 5’ D. Martin 20’, 45’ | Marcatori | 49’ Bai |

| Cremona 24 febbraio 1924 17ª giornata | Cremonese                | 0 – 0 | Torino | Campo di Via Persico\| Arbitro: \| Pinasco (Sestri Ponente) \| |
| Arbitro:                              | Pinasco (Sestri Ponente) |       |        |                                                                |

| Vercelli 2 marzo 1924 18ª giornata | Pro Vercelli   | 0 – 0 | Torino | Campo piazza Conte di Torino\| Arbitro: \| Mauro (Milano) \| |
| Arbitro:                           | Mauro (Milano) |       |        |                                                              |

| Arbitro: | Rangone (Alessandria) |

|               |           |  |
| D. Martin 64’ | Marcatori |  |

| Arbitro: | A. Gama (Milano) |

|                                |           |                |
| Schönfeld 6’, 35’ Aliberti 16’ | Marcatori | 66’ Cornazzani |

| Arbitro: | Pierallini (Modena) |

|              |           |  |
| Canavesi 28’ | Marcatori |  |

| Arbitro: | A. Gama (Milano) |

|  |           |           |
|  | Marcatori | 70’ Calvi |

## Statistiche

### Statistiche di squadra
| Competizione    | Punti | In casa | In casa | In casa | In casa | In casa | In casa | In trasferta | In trasferta | In trasferta | In trasferta | In trasferta | In trasferta | Totale | Totale | Totale | Totale | Totale | Totale | DR  |
| Competizione    | Punti | G       | V       | N       | P       | Gf      | Gs      | G            | V            | N            | P            | Gf           | Gs           | G      | V      | N      | P      | Gf     | Gs     | DR  |
| --------------- | ----- | ------- | ------- | ------- | ------- | ------- | ------- | ------------ | ------------ | ------------ | ------------ | ------------ | ------------ | ------ | ------ | ------ | ------ | ------ | ------ | --- |
| Prima Divisione | 30    | 11      | 7       | 3       | 1       | 28      | 12      | 11           | 5            | 3            | 3            | 15           | 10           | 22     | 12     | 6      | 4      | 43     | 22     | +21 |

### Statistiche dei giocatori
| Giocatore      | Divisione Nazionale | Divisione Nazionale |
| Giocatore      | Presenze            | Reti                |
| -------------- | ------------------- | ------------------- |
| G. Aliberti    | 15                  | 1                   |
| E. Bachmann I  | 9                   | 0                   |
| F. Berardo II  | 5                   | 1                   |
| G. Calvi       | 18                  | 2                   |
| Chiaberti      | 1                   | 0                   |
| A. Falchi      | 19                  | 3                   |
| L. Falco       | 4                   | -7                  |
| M. Fenoglio    | 4                   | -3                  |
| G. Giacone     | 4                   | -7                  |
| A. Janni       | 21                  | 4                   |
| P. Martin I    | 22                  | 1                   |
| C. Martin II   | 22                  | 0                   |
| D. Martin III  | 21                  | 8                   |
| F. Morando II  | 20                  | 0                   |
| E. Mosso III   | 2                   | 1                   |
| Ramello        | 1                   | 0                   |
| Schack         | 1                   | 0                   |
| H. Schönfeld   | 20                  | 22                  |
| M. Sperone     | 6                   | 0                   |
| V. Staccione I | 2                   | 0                   |
| Terzi          | 10                  | -5                  |
| A. Valobra     | 2                   | 0                   |
| F. Varalda I   | 11                  | 0                   |
| Zucchetti      | 1                   | 0                   |